# Mục sư

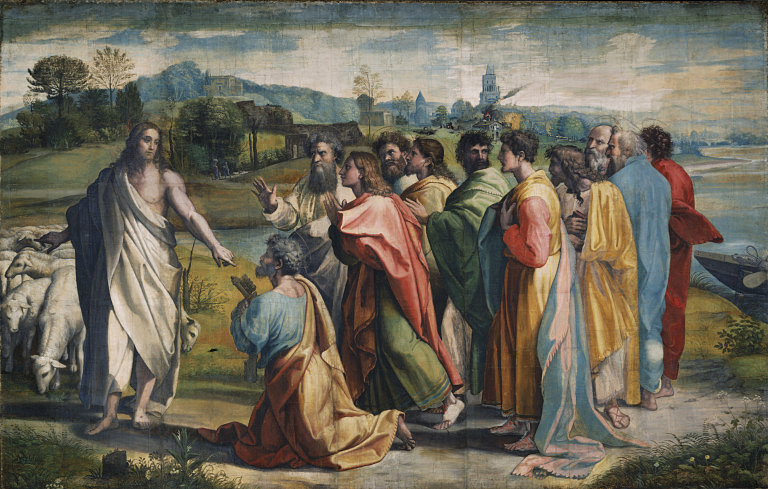
Bức tranh Christ's Charge to Peter do Raphael vẽ vào năm 1515.
"^{15}Khi ăn rồi, Đức Chúa Jêsus phán cùng Si-môn Phi-e-rơ rằng: Hỡi Si-môn, con Giô-na, ngươi yêu ta hơn những kẻ nầy chăng? Phi-e-rơ thưa rằng: Lạy Chúa, phải, Chúa biết rằng tôi yêu Chúa. Đức Chúa Jêsus phán rằng: Hãy chăn những chiên con ta. ^{16}Ngài lại phán lần thứ hai cùng người rằng: Hỡi Si-môn, con Giô-na, ngươi yêu ta chăng? Phi-e-rơ thưa rằng: Lạy Chúa, phải, Chúa biết rằng tôi yêu Chúa. Đức Chúa Jêsus phán rằng: Hãy chăn chiên ta. ^{17}Ngài phán cùng người đến lần thứ ba rằng: Hỡi Si-môn, con Giô-na, ngươi yêu ta chăng? Phi-e-rơ buồn rầu vì Ngài phán cùng mình đến ba lần: Ngươi yêu ta chăng? Người bèn thưa rằng: Lạy Chúa, Chúa biết hết mọi việc; Chúa biết rằng tôi yêu Chúa! Đức Chúa Jêsus phán rằng: Hãy chăn chiên ta". (Giăng 21:15-17)

Mục sư (chữ Đức: Pastor) là giáo sĩ Thánh chức chủ yếu trong đa số các tông phái Tin Lành. Từ "mục sư" bắt nguồn từ tiếng La-tinh, nghĩa là "người chăn cừu". Từ này xuất phát từ Thánh kinh Tân Ước, lấy đàn cừu ẩn dụ tín đồ, lấy người chăn cừu ẩn dụ Chúa Giê-xu. Là ngành nghề giáo chức chuyên trách tôn giáo, chức trách của họ là phụ trách giáo vụ của hội Thánh, chủ trì nghi thức tôn giáo, giảng đạo, quản lí tín đồ,... Thường yêu cầu người nhậm chức phải có sẵn học thức tôn giáo sâu sắc và tu dưỡng thuộc linh khá cao, nhằm mang đến cho các tín đồ nhiều sự bang trợ khác nhau ở phương diện đời sống tín ngưỡng và tôn giáo. Để trở thành mục sư cần phải thông qua nghi thức tấn phong chính thức. Mỗi giáo phái có phương thức tấn phong mục sư không giống nhau, chức trách của mục sư trong giáo hội cũng hoàn toàn khác nhau. Trước đây chỉ có nam tín đồ có cơ hội trở thành mục sư, hiện tại trong rất nhiều giáo phái đã có nữ mục sư. Trong tiếng Anh thường hay sử dụng hàm tước Reverend (viết tắt: Rev, ý nghĩa là bậc tôn kính) để tôn xưng Đức mục sư.
Các giáo phái Tin Lành cho biết, mỗi một tín đồ đều có thể dựa vào tín ngưỡng của bản thân mà trực tiếp tương thông với Thượng đế, giáo sĩ Thánh chức chỉ là "người dẫn đạo" dẫn dắt tín đồ đi theo Đấng Cơ Đốc, mà không phải là "người trung gian". Trong giáo hội thực hành chế độ trưởng lão, mục sư do hội Thánh địa phương bầu cử sản sinh, cùng với trưởng lão hợp thành đại hội, hội đồng giáo đoàn các cấp, đồng thời trở thành người chủ trì của hội đồng đó. Trong giáo hội thực hành chế độ hội chúng, mục sư là người phụ trách giáo vụ của các hội thánh độc lập tự chủ, do tín đồ bầu cử sản sinh trực tiếp và dân chủ. Trong giáo hội thực hành chế độ giám mục, chức vị của mục sư (Thánh Công hội dịch là "hội trưởng") nằm giữa giám mục và chấp sự.

## Lịch sử
Chữ mục sư bắt nguồn từ pastor - chữ Đức, trong khi chữ Hi Lạp là ποιμήν (en), có quan hệ với đoạn 4 câu 11, sách Ê-phê-sô, Thánh kinh Tân Ước, "Ấy chính Ngài đã cho người nầy làm sứ đồ, kẻ kia làm tiên tri, người khác làm thầy giảng Tin lành, kẻ khác nữa làm mục sư và giáo sư". Tuy nhiên, vai trò của chữ ποιμήν trong nguyên văn câu đó thực ra có sự khác biệt với mục sư Tin Lành mà ngày nay thường hay nói đến. Trong một khoảng thời gian rất dài, thành viên giáo sĩ Thánh chức quản nhiệm cấp cơ sở của Cơ Đốc giáo không được gọi là mục sư, mà được gọi là tư tế (priest). Hiện tại, chữ mục sư xét về ý nghĩa phổ thông, thực tế bắt nguồn từ thời kì Cải cách Tôn giáo. Lãnh tụ của Cải cách Tôn giáo lúc bấy giờ là John Calvin và Huldrych Zwingli chủ trương dùng chữ mục sư để thay thế lối xưng hô tư tế của Công giáo La Mã. Điều này có liên quan đến lí niệm "Tất cả tín đồ đều làm tư tế" của Tin Lành (en). Ngay sau đó, giáo hội chế độ trưởng lão và giáo hội chế độ hội chúng xuất hiện, đồng thời không còn thiết lập Thánh chức giám mục, mục sư trở thành giáo sĩ Thánh chức cấp cơ sở của các giáo hội Cơ Đốc giáo phổ biến.

## Biệt xưng
Giáo sĩ đã tấn phong trong giáo hội tông Cải cách (en) hệ Scotland gọi là "giáo sư" (Dominie), tông Wesley hệ Hoa Kỳ gọi là "trưởng lão". Giáo phái Thánh Công hội ủng hộ chủ nghĩa Anglo - Công giáo có lúc bám theo tập quán của Công giáo La Mã, đem giáo sĩ Thánh chức bậc hai trong hệ thống giáo phẩm ba bậc gọi là tư tế, trong khi Thánh Công hội phái Broad (en) và Thánh Công hội phái Low (en) có lúc đem mục sư gọi là hội trưởng (Minister). Một bộ phận giáo phái của Phong trào Thánh khiết ở khu vực Nhật Bản và Hàn Quốc cũng sử dụng chữ "Phúc âm sứ" (福音使, Fukuinshi) để xưng hô mục sư.

## Tình hình tổng quát về chức vị

### Tin Lành
Trong Tin Lành, đặc biệt là các giáo phái được sinh ra từ bối cảnh Thanh giáo, cho rằng mục sư (pastor), trưởng lão (elder) và giám mục (bishop, overseer) là cùng một chức vị. Trong giáo phái chế độ giám mục, cấp trên của mục sư là giám mục, cấp dưới là chấp sự. Nhưng trong giáo hội chế độ hội chúng và chế độ trưởng lão, quản nhiệm Thánh đường là người ra quyết sách chủ yếu của giáo hội.
Mục sư có thể trải qua tình yêu và hôn nhân (một bộ phận giáo phái hoặc đoàn thể Cơ Đốc giáo tồn tại chế độ tu viện, mục sư có tư cách là tu sĩ của tu viện cần phải tuân thủ độc thân, phục vụ giáo đoàn sở thuộc và không được sở hữu tài sản tư nhân). Trong văn hoá giáo hội Đông Á hoặc người Hoa, vợ của mục sư được gọi là "sư mẫu hoặc mục sư nương", còn chồng được gọi là "sư trượng".
Phổ thông mà nói, mỗi một giáo hội Tin Lành có tối thiểu một vị mục sư. Tại một số khu vực thiếu nguồn nhân lực, nếu giáo hội khuyết thiếu mục sư thì sẽ do nhà truyền đạo dẫn dắt; nếu nhà truyền đạo cũng không có, thì do chấp sự hoặc trưởng lão quản lí. Ngoài ra còn có một số tông phái hoặc trong lí luận thần học nêu ra giáo hội độc lập cho biết, chế độ mục sư đã vi phạm giáo lí Tất cả tín đồ đều làm tư tế, do đó dứt khoát từ chối sử dụng từ vựng liên quan và chế độ bầu cử giáo sĩ.

### Công giáo La Mã
Giáo sĩ Thánh chức cấp cơ sở trong Công giáo La Mã, gọi là linh mục giáo xứ, do linh mục có sẵn chức Thánh nhỏ đảm nhiệm, công việc chủ yếu là quản lí giáo xứ và chăn dưỡng "đàn chiên" bên trong giáo xứ (tức là giáo dân). Trong tiếng Anh gọi là parish priest, trong tiếng Anh Mỹ thường hay gọi là pastor (cùng một từ với mục sư của Tin Lành).

## Chú giải về chức vụ mục sư trong Thánh kinh
- 1Ví bằng có kẻ mong được làm giám mục, ấy là ưa muốn một việc tốt lành; lời đó là phải lắm. 2Vậy, người giám mục cần phải không chỗ trách được, là chồng chỉ một vợ mà thôi, có tiết độ, có tài trí, xứng đáng, hay tiếp khách và khéo dạy dỗ. 3Đừng mê rượu, cũng đừng hung bạo, nhưng phải mềm mại hòa nhã; lại đừng ham tiền bạc; 4phải khéo cai trị nhà riêng mình, giữ con cái mình cho vâng phục và ngay thật trọn vẹn; 5vì nếu có ai không biết cai trị nhà riêng mình, thì làm sao cai trị được Hội thánh của Đức Chúa Trời? 6Người mới tin đạo không được làm giám mục, e người tự kiêu mà sa vào án phạt của ma quỉ chăng. 7Người giám mục lại phải được người ngoại làm chứng tốt cho, kẻo bị sỉ nhục và mắc bẫy ma quỉ. (I Ti-mô-thê 3:1-7)
- 5Ta đã để con ở lại Cơ-rết đặng sắp đặt mọi việc chưa thu xếp, và theo như ta đã răn bảo cho con mà lập những trưởng lão trong mỗi thành. 6Mỗi người trong vòng trưởng lão đó phải cho không chỗ trách được, chỉ chồng của một vợ; con cái phải tin Chúa, không được bị cáo là buông tuồng hoặc ngỗ nghịch. 7Vì người giám mục làm kẻ quản lý nhà Đức Chúa Trời thì phải cho không chỗ trách được. Chẳng nên kiêu ngạo, giận dữ, nghiền rượu, hung tàn, tham lợi; 8nhưng phải hay tiếp đãi khách, bạn với người hiền, khôn ngoan, công bình, thánh sạch, tiết độ, 9hằng giữ đạo thật y như đã nghe dạy, hầu cho có thể theo đạo lành mà khuyên dỗ người ta và bác lại kẻ chống trả. (Tít 1:5-9)

## Album ảnh tương quan

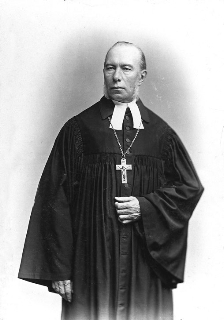
Đức Mục sư Leopold Otto (1819–1882), thuộc Hội Thánh Luther Đức. Mục sư mặc áo choàng Geneva, được tông Luther, tông Cải cách và nhiều giáo phái khác sử dụng.
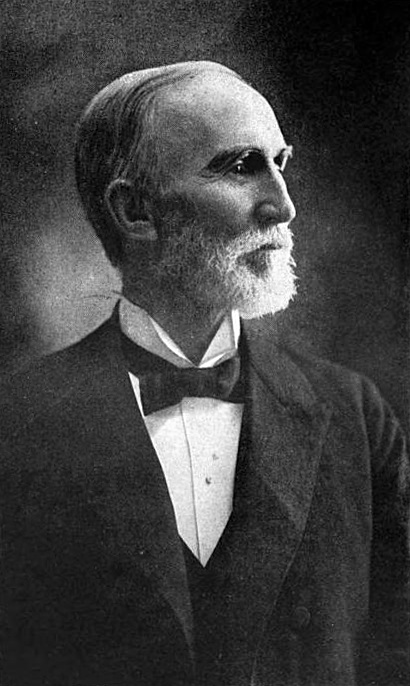
Đức Mục sư Richard Cordley (1829–1904), thuộc Hội Thánh Hội chúng Plymouth.
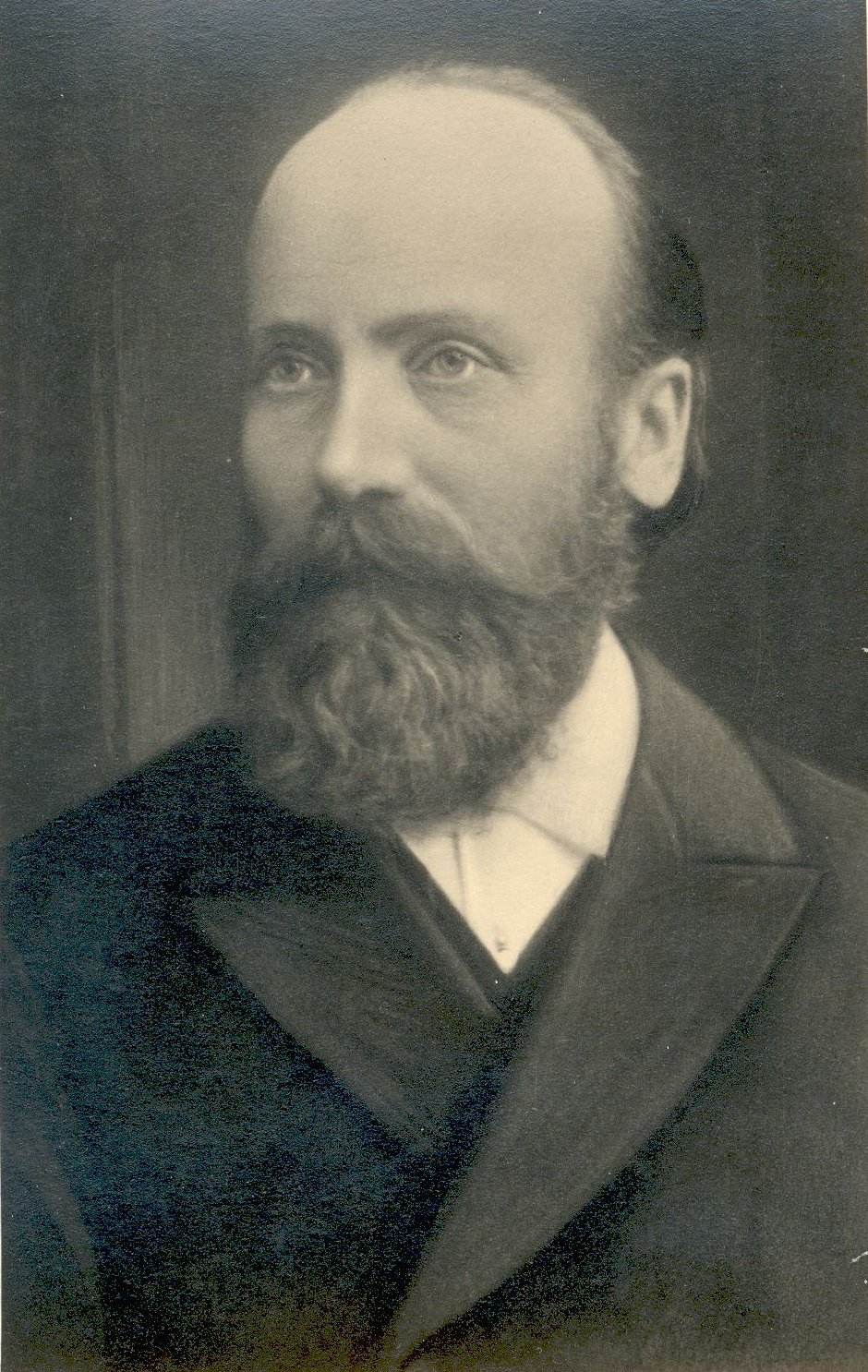
Đức Mục sư Jakob Hurt (1839–1907) là nhà văn học dân gian, nhà thần học và nhà ngôn ngữ học người Estonia.
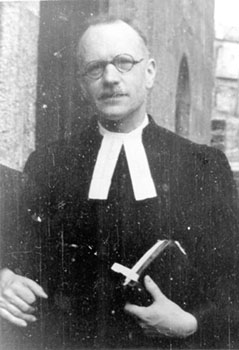
Đức Mục sư André Trocmé (1901–1971), thuộc Hội Thánh Cải cách Pháp.
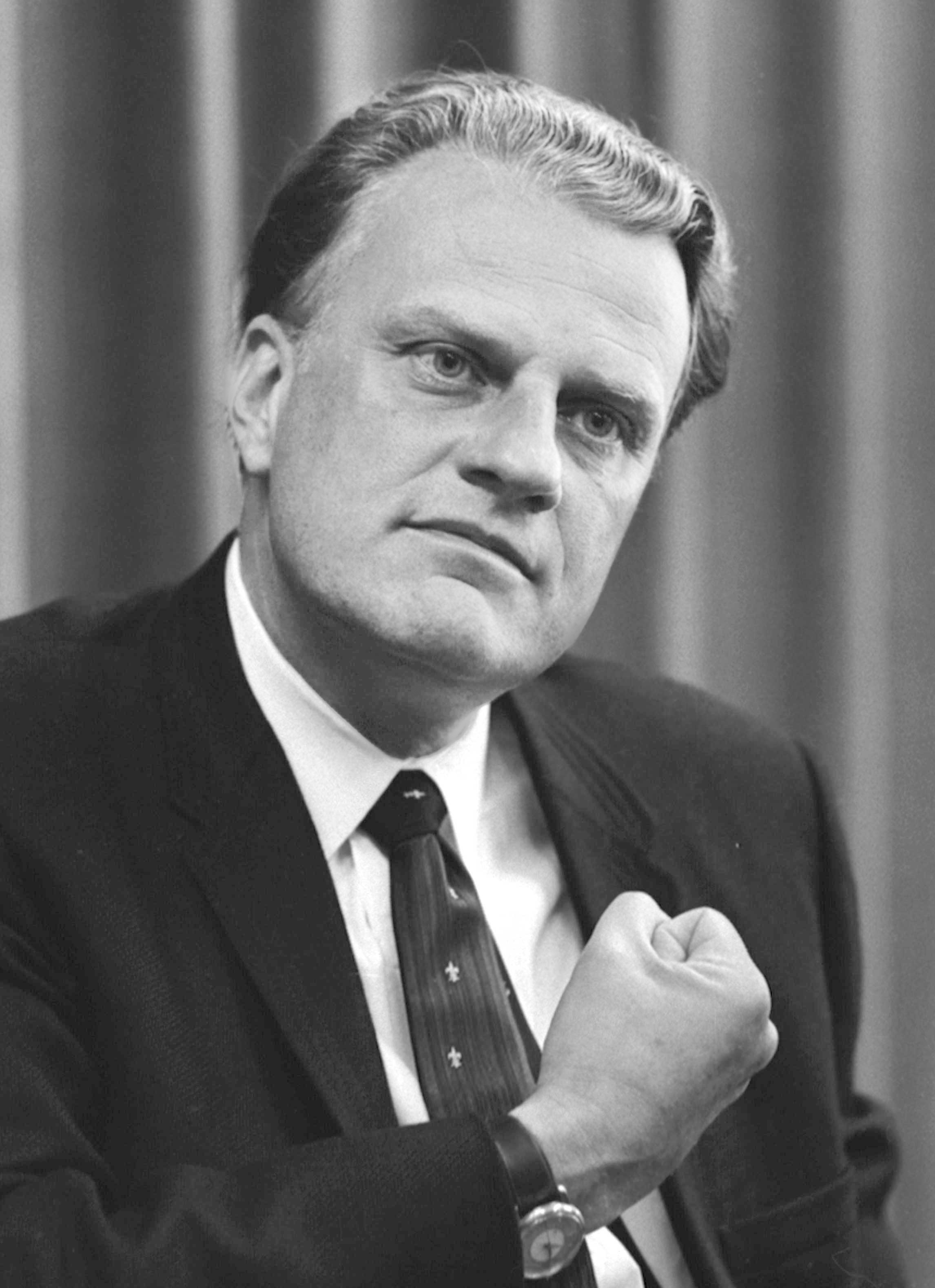
Đức Mục sư Billy Graham (1918–2018), thuộc Hội Thánh Báp-tít miền Nam Hoa Kỳ.
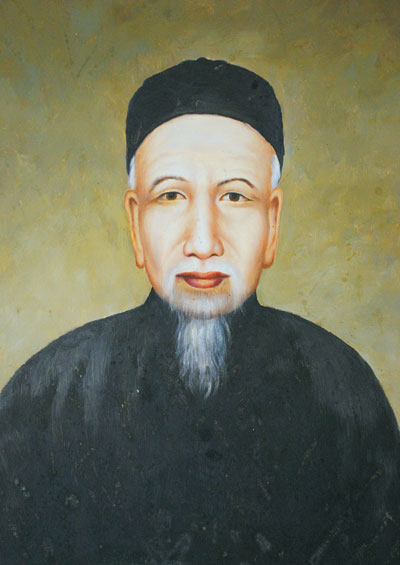
Đức Mục sư Lương Phát (1789–1855), mục sư đầu tiên của người Hoa, thuộc Hội Truyền giáo Luân Đôn, chủ nghĩa Phúc âm.
Đức Mục sư Hoàng Trọng Thừa (1877–1953), mục sư đầu tiên của người Việt, thuộc Hội Truyền giáo Phúc âm Liên hiệp, chủ nghĩa Phúc âm.
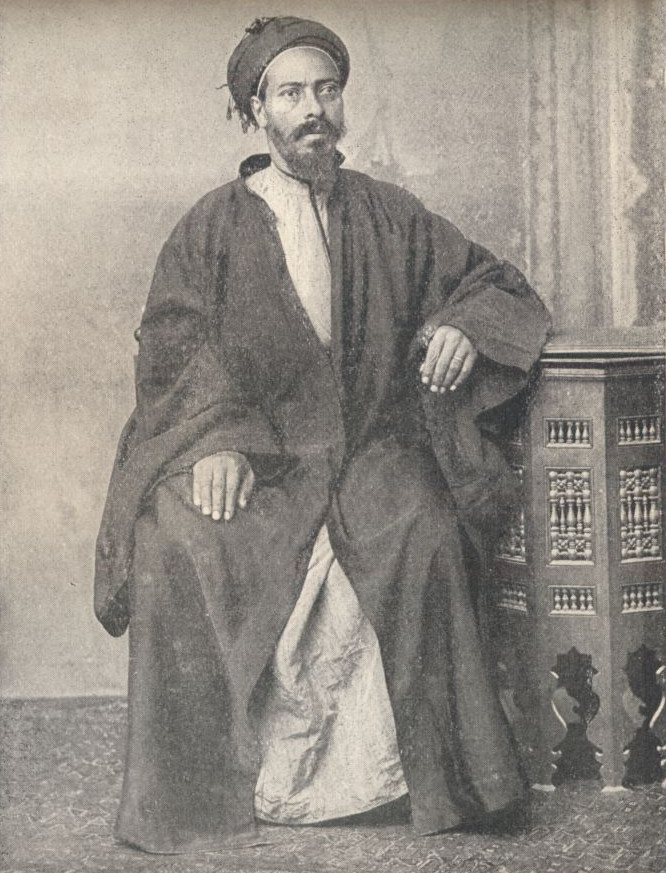
Mục sư người Copt Ai Cập đội khăn quấn đầu turban màu đen truyền thống vào năm 1918.
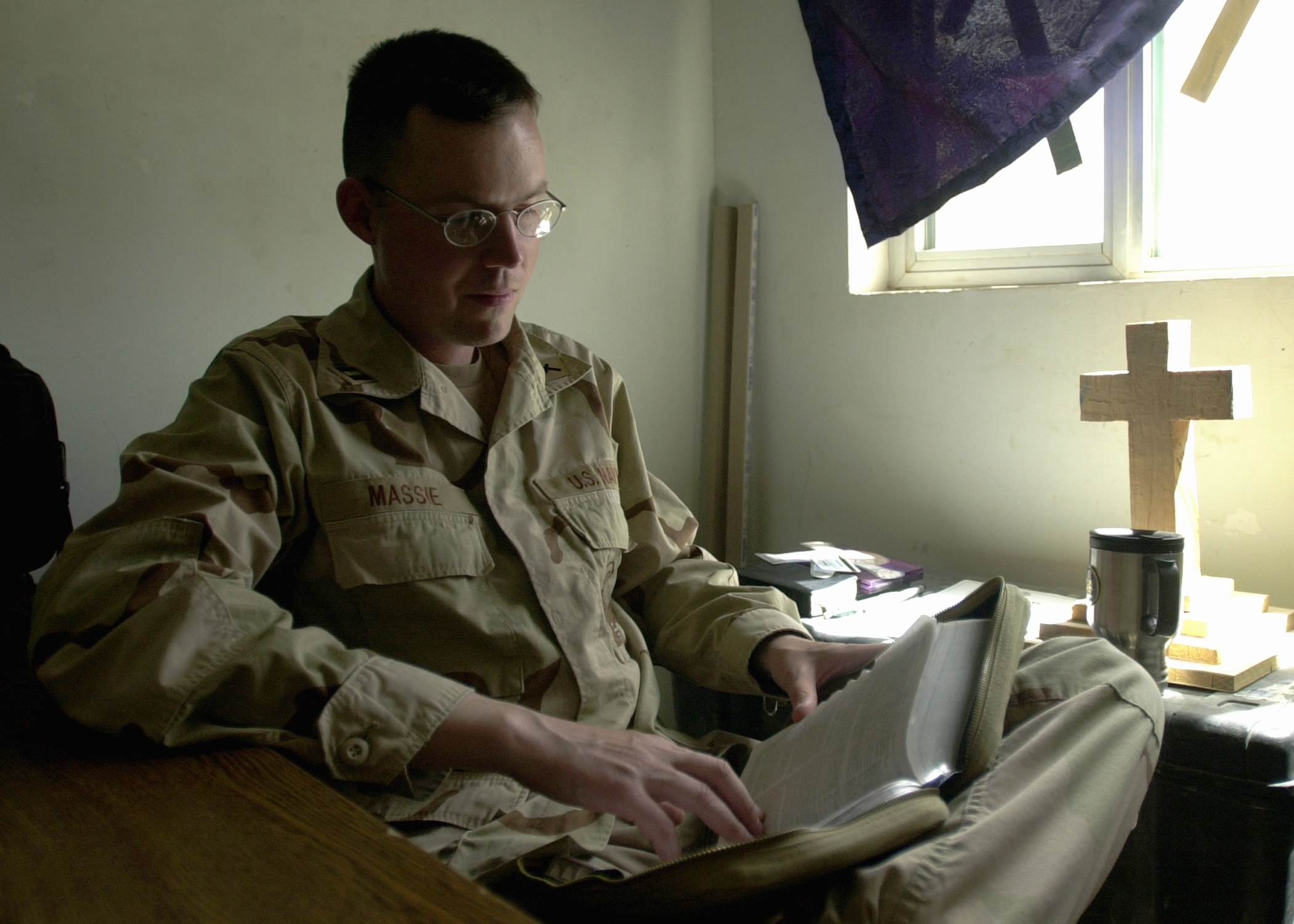
Mục sư tòng quân của quân đội Hoa Kì.